# سكوت ريدينغ
سكوت ريدينغ (بالإنجليزية: Scott Redding)‏ مواليد 4 يناير 1993 في غلوستر، هو متسابق دراجات نارية بريطاني. نافس في سباقات بطولة العالم لفئة 125 سي سي. كما شارك في بطولة العالم للموتو جي بي.

## سباقات فاز بها
- جائزة بريطانيا الكبرى للدراجات النارية 2008

## وصلات خارجية
- سكوت ريدينغ على موقع MotoGP.com (الإنجليزية)
- سكوت ريدينغ على موقع WorldSBK.com (الإنجليزية)
- سكوت ريدينغ على موقع AS.com (الإسبانية)
- الموقع الرسمي